# Chaim Halberstam
Pour les articles homonymes, voir Halberstam.
Chaim Halberstam de Sanz ou Haim de Sanz' ou encore Haim de Tzanz (hébreu : חיים הלברשטאם מצאנז), connu comme le Divrei Chaim, d'après le titre de son œuvre majeure, né le 13 mai 1793 à Tarnogród (Pologne), et mort le 19 avril 1876 à Sanz en Pologne, est le rabbin de Sanz et le fondateur de la dynastie hassidique de Tsanz (Sanz).

## Biographie
Chaim Halberstam de Sanz, naît le 13 mai 1793 à Tarnogród en Pologne. Il est le fils du rabbin Arye Leibish Halberstam, Av Beth Din de Tarnogród et de Miriam Halberstam. Son père est né en 1762 et est mort le 26 juin 1831. Miriam Halberstam (née Ashkenazi) est née circa 1777 en Pologne et est morte en Pologne. Il a 2 frères: le rabbin Avigdor Halberstam (1828-1877), Admur Dukla, et le rabbin Moshe Joseph Halberstam, Av Beth Din de Sborow (Galicie) et deux sœurs, Yita (Itish) Nebenzahl (Halberstam) (-1890), et l'épouse (son prénom n'est pas connu) du rabbin Josef Babad (Halberstam).

### Études
Chaim Halberstam est un élève du rabbin Sholom Rokeach de Belz, du rabbin Moshe Yehoshua Heshl Orenstein et du rabbin Naftali Tzvi de Ropshitz.

### Rudnik
Il devient rabbin de Rudnik (Rudnik (Starachowice)), en Pologne.

### Famille
Sa première épouse est Rachel Feige Halberstam née Frankel-Teomim. Elle est née circa 1791 à Vyjnytsia en Ukraine et est morte en 1845 à Sanz en Pologne.
Chaim Halberstam et Rachel Feige Halberstam ont 8 enfants ensemble: Reitze Twerski, Miriam Ungar (Halberstam), Yuta Baron (Halberstam), Yechezkel Shraga Halberstam, [Shinever], David Halberstam, [Kshanover], Meir Nathan Halberstam, Aaron Halberstam, 2nd Sanzer Rebbe et Baruch Halberstam, [Gorlitzer].
Sa deuxième épouse est la plus jeune sœur de sa première épouse Rachel Feige) Halberstam (née Frankel-Teomim), dont le prénom n'est pas connu. Elle est née circa 1794 à Vyjnytsia en Ukraine et est morte en 1852 à Sanz en Pologne. Ils n'ont pas d'enfant sensemble.
Sa troisième épouse est Rachel Dvora Halberstam (née Unger) née en Pologne et morte à Sanz en Pologne. Avec Chaim Halberstam, elle a 6 enfants: Friedel Rosenfeld (Halberstam), Nechama Rubin, Gitcha Moszkowicz, Tila Horowitz, Shalom Eliezer Halberstam  [de Ratzfert] et le Chechoyv Rebbe.
Sa quatrième épouse est Rivkah Halberstam. Ils n'ont pas d'enfant ensemble.
Chaim Halbertam a 14 enfants en tout. Les deux plus jeunes, nonagénaires, sont assassinés durant la Shoah. Ces deux derniers sont le rabbin Shalom Leizer de Ratzfert et le rabbin Yitzchok Yeshaya de Chechov .

### Mort
Chaim Halberstam meurt le 19 avril 1876 à Sanz.

## Œuvres
- (he) She'elot U'Teshuvot - Divrei Chaim of Tzanz (3 vol.)[17],[18]
- (he) Divrei Chaim - Mikvaos [19]
- (he) Divrei Chaim - Vayikra[20]
- (he) Divrei Chaim - Devarim [21]
- (he) Divrei Chaim al HaTorah & Moadim[22]